# 異域天使
《異域天使》（日語：MADLAX）是日本動畫工作室BEE TRAIN於2004年製作的26集電視動畫作品，播放時間是從2004年4月5日到9月27日。整部作品由真下耕一導演，原聲音樂由梶浦由記作曲。DVD版本在北美和英國由ADV Films發售，在澳洲和新西蘭則由麥德曼娛樂發售。
《異域天使》作為BEE TRAIN較早之前的作品《NOIR》的精神續作，與《魔女獵人》構成美少女槍戰三部曲。《異域天使》的製作開始於2002年，但直到黑田洋介加入這個項目才確立其最終形式。評論家們在指出《異域天使》和《NOIR》之間的相似之處時也承認它們之間的不同點，比如後者的劇情更為緊湊。並且和以現實主義為主的NOIR相比，《異域天使》添加了超自然的因素。對於這些因素沒有進一步的解釋，往往需要由觀眾自己來判斷。

## 概要
故事圍繞着兩位表面上看來没有共同點也互不了解對方存在的主角劇情展開。瑪德拉絲是在陷入內戰的卡薩索尼卡王國裡一位對自己過去沒有印象的傳奇的僱傭兵和暗殺特務。另一位女主角是瑪格麗特・巴頓，她是寧靜的歐洲国家那芙列斯一個富裕貴族家庭的唯一繼承人。
在故事開篇的12年前，瑪格麗特和她的母親乘坐的飛機在卡薩索尼卡墜毀。那次事件之後，飛機上的乘客以及擔任救援人員指揮工作的瑪格麗特的父親一直行踪不明。但是，瑪格麗特獨自一人回到了那芙列斯，可是已失去了記憶，她唯一能回想起的只有「瑪德拉絲」這一個詞，然而這條線索將兩位少女聯繫在了一起。自從強大的犯罪集團安紡的神秘的幕後主使人顯示出對她們兩人的興趣，她們開始對安紡展開獨立的調查。

### 主題

由於隱喻同性戀内容，《異域天使》在百合迷中博得了知名度。這種推測主要的來源是瑪德拉絲，潘尼莎和麗美黛之間的關係。

《異域天使》以卡薩索尼卡為背景設定。第一集中對比了戰亂中的卡薩索尼卡和平靜美麗的那芙列斯。之後故事轉移到了戰區，重點放在主要角色上，比如麗美黛，以及他們的痛苦遭遇。在一次採訪中，導演真下耕一說該故事是在表現一個瘋亂的地區和另一個寧靜的地區的人民生活狀況的同時描述人民的内部鬥爭。因此，「MADLAX」是英語詞彙 "MAD" 和 "reLAXed" 的混成詞。作品的主題之一是要暗示人類的兩面性。《異域天使》也是講述瑪格麗特尋求她心理身份的故事。依據真下的菜單主題名，梶浦由記提出了一條闡述：當瑪格麗特尋找記憶時，她接連地遇見了其他角色（“門衛”），了解到他們所代表的生活方式（“門”），最後她找到了自己的門，這是她全新的身份，取代了她十二年前失去的那一個。

## 劇情
故事前半部分的情節在兩位女主角中交替展開。瑪德拉絲是在戰火連綿的卡薩索尼卡中最出色的特務之一。瑪格麗特則是住在那芙列斯（參考法國所虛構的國家）的一位疲態的，不甚靈便而且健忘的人。
瑪格麗特持有的一本據推測是由她的父親留下的繪本，引起了國際犯罪集團安紡的注意。瑪格麗特開始尋找繪本的起源並發現它們在卡薩索尼卡。安紡的高級特務卡洛沙・多爾負責追蹤瑪格麗特，但他在給安紡頭目弗萊迪・曼迪的彙報中卻特意把目標導向給安紡造成麻煩的瑪德拉絲。另一方面，雙親死於卡薩索尼卡戰火，曾經擔任過瑪格麗特輔導教師的潘尼莎・雷尼發現她的僱主向卡薩索尼卡交戰的雙方秘密提供軍火。為了調查事件的真相，潘尼莎來到卡薩索尼卡，在那裡被指派為她的保鏢的人正是瑪德拉絲。在瑪德拉絲的幫助下，潘尼莎獲取證實安紡是卡薩索尼卡內戰幕後策劃者的數據。瑪格麗特也決定前往卡薩索尼卡，由卡洛沙和她的女僕愛諾雅・貝克陪同。
其後瑪德拉絲見到了瑪格麗特，並動身找尋一位可能了解瑪格麗特的繪本，安紡的介入以及安紡自身情況的卡薩索尼卡神秘主義者姬塔。姬塔告訴她們關於安紡之事和安紡準備將世界推入全面戰爭的計劃。她同時揭露了安紡的首領具有與三本繪本有關的超能力，其中一本繪本正由瑪格麗特所擁有。瑪格麗特利用她自己的超能力和自己持有的繪本找回了她失去的記憶。一直幫助瑪格麗特的卡洛沙，也要求恢復自己的記憶，儘管先前他已被警告别這麽做。卡洛沙發現他實際上已在12年前死去，他僅靠他自己為了保護瑪格麗特的這一單純意願的驅使來維持生命。随後卡洛沙失踪了，瑪格麗特也落入了曼迪之手，曼迪想利用她的能力進一步落實他的計劃。
正當瑪格麗特和卡洛沙舉行儀式時，瑪德拉絲遭到卡薩索尼卡狙擊手麗美黛的襲擊。麗美黛瞄準瑪德拉絲射擊，卻殺死了潘尼莎，潘尼莎之死使瑪德拉絲極度消沉。愛諾雅和姬塔神官的侍從娜哈爾讓瑪德拉絲重新燃起生存的動力並說服她營救瑪格麗特，之後三人一起席捲了安紡總部。愛諾雅也在這次行動中丧生。另外瑪格麗特由於受到了曼迪的控制，對著瑪德拉絲連開數槍，瑪德拉絲也倒下了。曼迪相信瑪德拉絲已死，舉行了一場儀式，使得人人喪失自我，從而引發世界進入無秩序狀態。但是瑪格麗特恢復了記憶並摆脱了曼迪的精神控制。直至此刻觀眾方能了解到故事的背景：時間回到了1999年，曼迪利用他的能力使瑪格麗特的父親失去本性，然後瑪格麗特被迫殺死了自己的父親。為了脱離這一可怕的事實，瑪格麗特把自己分成了三個分身體：一個“記憶的載體”蕾迪西雅，一個承擔罪責的瑪德拉絲和一個無辜的瑪格麗特自己。瑪格麗特無法在自衛中開槍打她的父親，為了生存下去而製造了瑪德拉絲，瑪德拉絲為瑪格麗特扣下了扳機；而製造出蕾迪西雅的目的則是為了封存這段記憶以及防止瑪德拉絲和瑪格麗特兩位合體。真相揭露之後瑪德拉絲又一次現身，開槍打倒了曼迪。接著瑪格麗特把她的三位分身體融合在一起，撤消了她之前和曼迪舉行的儀式，把世界從瘋狂中拯救了出來。隨後，她再次一分為三，認定她在12年以後不再擁有對她的其他分身體作決定的權利。

## 登場人物
瑪德拉絲　配音員：小林沙苗
本作品的主角。卡薩索尼卡最優秀的雇用暗殺特務，任務成功完成率為98%。和瑪格麗特一樣，瑪德拉絲也不記得12年前發生過的事情。槍法百發百中，主要武器是SIG P210。「瑪德拉絲(Madlax)」是她的代號。在现实世界似乎无法被杀死。前期有较高的子弹回避率，后期得知自己的真相后拥有无穷的子弹回避率。最终因瑪格麗特・巴頓的愿望而存在于真实世界。
瑪格麗特・巴頓（配音員：桑島法子）
本作品另外一位主角，17歲的女學生。其父亲名叫瑪德拉絲・巴頓。過去的事情完全記不起來。擁有資質和改變現實的能力。她持有的繪本叫「Secondary」（セカンダリ），是神秘的三本冊子（三冊の本）之一。
愛諾雅・貝克（配音員：內川藍維）
待在瑪格麗特身旁的女僕兼護衛。竭盡全力照顧瑪格麗特及保護她的安全。动画第24集死于枪伤，死前对着瑪格麗特・巴頓说：“你是我的家人。”
潘妮莎・雷尼（配音員：雪野五月）
瑪格麗特的鄰居和輔導教師。她的目標是揭露卡薩索尼卡內戰的真正起因。被神秘組織安紡追殺。最后，被麗美黛・約格击中而去世。
卡洛沙・多爾（配音員：森川智之）
安紡的高級特務，弗萊迪・曼迪的左右手。他和瑪德拉絲、瑪格麗特一樣記不起12年前的一切。
麗美黛・約格（配音員：久川綾）
卡薩索尼卡軍親衛隊女性軍官，中尉。她是卡薩索尼卡僅次於瑪德拉絲的狙擊手。在瑪德拉絲成功暗殺由其負責保護的陸軍司令之後決心追殺瑪德拉絲。之后，从瑪德拉絲那得知内战真相，因此背叛军队，并独立追杀瑪德拉絲。开枪击中潘妮莎・雷尼时，被潘妮莎・雷尼击中而掉下悬崖。
弗莱迪・曼迪（配音員：江原正士）
安紡的真面目。幾年前打開真實之門，引起內亂的幕後黑手。动画第19集时，被卡洛沙・多爾开了一枪，但似乎没有死。多次被击中都没死。最终在最后一集被瑪德拉絲击毙。
姬塔・瑪莉斯恩
聖地的神官。知道真實的門的線索的人。第三本冊子「Thirdly/Thirstari」（サースタリ）的擁有者。
蕾迪西雅（配音員：金田朋子）
神秘的女孩子，存在於聖都。实质是瑪格麗特・巴頓在坐飞机时携带的人偶。最终因瑪格麗特・巴頓的愿望而存在于真实世界。
波比
在蕾迪西雅一旁的神秘少年，無法離開聖都。實質是卡洛沙・多爾。
娜哈爾（配音員：中野千佳代）
神官姬塔的侍從。后期经常帮助瑪德拉絲。
SSS（Three-Speed）（配音員：浦山迅）
給瑪德拉絲工作的特務。12年前，把瑪德拉絲从战场上救走并将之训练成特工。曾背叛瑪德拉絲，但她似乎不介意。

## 製作團隊
- 監督 - 真下耕一
- 系列構成、腳本 - 黑田洋介
- 人物設計 - 大澤聰、芝美奈子、宮地聰子
- 人物監修 - 大澤聰
- 機械設計 - 寺岡賢司
- 機械作畫監督 - 才木康寛
- 色彩設計 - 小島真喜子
- 美術監督 - 海野よしみ
- 攝影監督 - 鎌田克明、齋藤仁
- 編輯 - 森田清次
- 音樂 - 梶浦由記
- 音響監督 - 中野徹
- 製作人 - 北山茂、浜元達哉
- 動畫製作 - BEE TRAIN
- 製作 - 勝利娛樂

## 製作過程

### 寫作
根據導演真下耕一所說，他把《NOIR》和《異域天使》想像成美少女槍戰三部曲的一部分，並且在後者推出後不久，他證實了製作第三部的計劃，這第三部作品後來成為了《魔女獵人》。在2002年下半年，真下邀請了「NOIR」的製片人北山茂一起討論題為《異域天使》的新系列，北山曾一度提供了最初的意見。但是直到由黑田洋介負責劇本，作品才最終定了型。黑田花了一年左右的時間完成全部26集的劇本。在這段時間裡，真下一再鼓勵黑田在原有計劃的基础上增加他自己原創的想法。黑田承認在收到真下之邀的時候正因他的第一個項目被出版人取消而感到失落，所以他決定讓《異域天使》成為一部真正奢華的作品，盡可能一次性地結合更多的作品類型。真下更承認了最不尋常的劇情轉彎，比如瑪格麗特和瑪德拉絲雙方之間的相互聯繫是當他和黑田喝醉酒時發想出來的。

### 人物設定
和《NOIR》相比，在《異域天使》中有更多的主角出現，包括許多重複出現的男性角色，這幾乎在前者中是一個缺乏的元素。在真下和北山最初的劇本中並非如此，比如，瑪德拉絲是瑪格麗特自己的暱稱，查理（潘妮莎在布克沃爾德工業的同事）有著和同廠動畫《AVENGER》裡的斯匹迪（スピーディ）相仿的中心地位。當黑田重寫劇本時，只有原稿角色的名字沒有變更。共有三位角色設計師協作擔當《異域天使》的人物設定。大澤聰創造了女主角瑪格麗特和瑪德拉絲，芝美奈子畫了弗萊迪·曼迪和卡洛沙，宮地聰子則負責神秘角色蕾迪西雅和波比。
幾名為《異域天使》角色配音的聲優也參與了BEE TRAIN早前的項目。比如桑島法子和久川綾，兩人在《NOIR》中分別為夕叢霧香和克洛維配音，也在《異域天使》中為瑪格麗特·巴頓和麗美黛配音。另一方面，三石琴乃（《NOIR》中的米雷優）只出演了一位次要角色（第21集中瑪格麗特的母親）。名義上的主角瑪德拉絲則由小林沙苗（以前配過《.hack//Liminality》裡的水無瀬舞）配音。江原正士（弗萊迪·曼迪）也曾在《Liminality》中擔任主要角色（徳岡純一郎）。莫尼卡·里亞爾（Monica Rial、擔任《NOIR》中夕叢霧香的英文配音）參與了ADV Films版劇本的翻譯工作。

### 音樂
正像BEE TRAIN的許多其他作品一樣，《異域天使》全部的原聲音樂由享有讚譽的梶浦由記作曲。這是她和真下耕一合作的第五個項目。在訪談中，梶浦回憶起她曾在一棟高層旅館中作譜以節省演播室費用，這樣的地點更改幫助了她探索音樂的不同風格。
梶浦和南里侑香的雙人組合FictionJunction YUUKA分别錄製了系列的片頭曲及片尾曲「inside your heart」，還有兩首插曲：「nowhere」和「I'm here」。除了作為連串的片頭曲，還出現在劇集之中：在第18集的末尾以及在第24集（當瑪格麗特在花地中哼著它的曲調）中。
在插曲「nowhere」裡頻繁重複出現背景叠句。它沒有什麽特殊的意思，但因這首曲子常在瑪德拉絲打鬥時播放，在日本粉丝中成為類似玩笑，聲稱它很明顯地給予了瑪德拉絲超人的力量。

#### 主題曲
片頭曲
「瞳の欠片」
作詞・作曲・編曲 - 梶浦由記 / 歌 - FictionJunction YUUKA
片尾曲
「inside your heart」
作詞・作曲・編曲 - 梶浦由記 / 歌 - FictionJunction YUUKA
插入曲
「nowhere」
作詞・作曲・編曲 - 梶浦由記 / 歌 - FictionJunction YUUKA
「I'm here」
作詞・作曲・編曲 - 梶浦由記 / 歌 - FictionJunction YUUKA

## 播出
《異域天使》最初由日本東京電視台播放，從2004年4月5日至同年9月27日結束。
即將播放結束時，它在北美和歐洲得到ADV Films的授權。ADV Films以前曾獲得《NOIR》的發行權，所以早已計劃好對其續篇進行授權。從2005年4月12日到2006年3月28日，美國以「MADLAX」為商標發售英文官方配音版，總共包括7盤DVD。ADV亦於2007年7月17日發行完整收藏版。《異域天使》成了ADV Films的導演和製作人利用點對點技術BitTorrent對分配促銷材料技術進行試驗的第一部系列作品。

### 播放電視台
| 播放日期                       | 播放時間             | 播放電視台 | 對象地域   | 備註                 |
| ------------------------------ | -------------------- | ---------- | ---------- | -------------------- |
| 2004年4月6日 - 9月28日         | 星期二 1:30 - 2:00   | 東京電視台 | 關東廣域圏 | 隸屬TXN              |
| 2004年4月7日 - 9月29日         | 星期三 1:30 - 2:00   | 大阪電視台 | 大阪府     | 隸屬TXN              |
| 2004年12月25日 - 2005年3月19日 | 星期六 11:00 - 12:00 | AT-X       | 日本全國   | CS放送 / 連續播放2話 |

## 各話列表
| 話數   | 日文標題 | 中文標題          | 分鏡              | 導演     | 作畫監督        | 播放日期      |
| ------ | -------- | ----------------- | ----------------- | -------- | --------------- | ------------- |
| 第1話  |          | 槍舞 -dance－     | 真下耕一          | 有江勇樹 | 門智昭          | 2004年 4月5日 |
| 第2話  |          | 紅月 -crimson-    | 澤井幸次          | 黑川智之 | 中嶋忠二        | 4月12日       |
| 第3話  |          | 蒼月 -moon-       | 守岡博            | 守岡博   | 津幡佳明        | 4月19日       |
| 第4話  |          | 誘惑 -ask-        | 黑澤雅之          | 黑澤雅之 | 大澤聰          | 4月26日       |
| 第5話  |          | 無在 -none-       | 川面真也          | 黑川智之 | 中嶋忠二        | 5月3日        |
| 第6話  |          | 遺言 -leave-      | 有江有樹          | 有江有樹 | 門智昭          | 5月10日       |
| 第7話  |          | 繪本 -nature-     | 澤井幸次          | 川面真也 | 岩岡優子        | 5月17日       |
| 第8話  |          | 魂言 -soul-       | 澤井幸次          | 川面真也 | 岩岡優子        | 5月24日       |
| 第9話  |          | 殘香 -scent-      | 守岡博            | 守岡博   | 津幡佳明        | 5月31日       |
| 第10話 |          | 浸觸 -dive-       | 澤井幸次          | 黑澤雅之 | 竹上貴雄        | 6月7日        |
| 第11話 |          | 異國 -object-     | 澤井幸次          | 黑澤雅之 | 門智昭          | 6月14日       |
| 第12話 |          | 消意 -close-      | 黑澤雅之          | 有江勇樹 | 中嶋忠二        | 6月21日       |
| 第13話 |          | 覺鳴 -awake-      | 川面真也          | 川面真也 | 山下喜光        | 6月28日       |
| 第14話 |          | 忘想 -memory-     | 澤井幸次          | 黑澤雅之 | 大澤聰          | 7月5日        |
| 第15話 |          | 偽爭 -camouflage- | 守岡博            | 守岡博   | 津幡佳明        | 7月12日       |
| 第16話 |          | 槍韻 -moment-     | 澤井幸次 真下耕一 | 黑川智之 | 門智昭          | 7月19日       |
| 第17話 |          | 殺那 -reunion-    | 澤井幸次 真下耕一 | 有江勇樹 | 岩岡優子        | 7月26日       |
| 第18話 |          | 雙離 -duo-        | 川面真也          | 川面真也 | 竹上貴雄        | 8月2日        |
| 第19話 |          | 獲本 -holy-       | 守岡博            | 守岡博   | 山下喜光        | 8月9日        |
| 第20話 |          | 真爭 -wish-       | 澤井幸次 真下耕一 | 黑川智之 | 津幡佳明        | 8月16日       |
| 第21話 |          | 告薄 -guilty-     | 有江有樹          | 有江有樹 | 門智昭          | 8月30日       |
| 第22話 |          | 撃情 -rage-       | 澤井幸次          | 黑澤雅之 | 大澤聰 竹上貴雄 | 8月30日       |
| 第23話 |          | 迷心 -doubt-      | 守岡博            | 守岡博   | 山下喜光        | 9月6日        |
| 第24話 |          | 奉獻 -hearts-     | 川面真也          | 川面真也 | 津幡佳明        | 9月13日       |
| 第25話 |          | 聖血 -saints-     | 澤井幸次          | 黑川智之 | 門智昭          | 9月20日       |
| 第26話 |          | 碎片 -pupile-     | 澤井幸次 真下耕一 | 有江勇樹 | 大澤聰          | 9月27日       |

## 相關媒體
北美銷售的DVD收錄了僅限英語版的附加視頻，比如自我戲仿視頻「和SSS的交談」（英語：Conversations with SSS），以及關於瑪德拉絲尋找克里斯·巴頓（潘妮莎的同事巴吉斯（バジス）的英文配音員和一位製造麻煩的花花公子（劇中））的彩蛋實寫短片「傀儡劇場」（英文：Sock Puppet Theater）。
自2006年2月7日以來，《異域天使》在動畫網上播放（它和ADV Films一樣是A.D. Vision的子公司）。在4月4日，即最後一卷DVD推出後不久，播放就随之中止了。直到6月27日，只有前8集被重播。自從那以後，《異域天使》被數次重播。
先前在其區域之内授權予「NOIR」的麥德曼娛樂公司（Madman Entertainment）獲得了在澳大利亞和新西蘭分銷「異域天使」的權利。麥德曼娛樂在2005年7月20日至2006年7月26日期間推出了《異域天使》DVD版（共7卷）。之後於2007年4月4日推出了完全收藏版。

### 原聲音樂

《異域天使》的第一張原聲音樂專輯封面

Victor Entertainment於2004年7月21日和9月22日推出了《異域天使》的兩張原聲音樂專輯「MADLAX O.S.T」和「MADLAX O.S.T.2」。另外FictionJunction YUUKA於同年推出兩張單曲和「inside your heart」。每張單曲包含片頭、片尾主題曲和一首插入曲，還有它們各自的卡拉OK版。

### 原畫集
《MADLAX the Bible》（ISBN 4-89425-375-5）是Hobby Japan於2005年5月21日在日本出版的一本95頁的原畫集。除了該系列的插畫和原畫之外，它包含了對作者和聲優的採訪，以及關於這部作品廣泛的額外日文信息。此書並未在日本以外出版。由於"Bible"一詞是從古希臘語（意思是神聖之書）衍生出來，這本原畫集的標題很有可能暗示了在整個系列的劇情中出現並佔有重要地位的三本繪本（聖典）。

### 週邊商品
一個名為「帶槍的瑪德拉絲」（Madlax with Guns）的樹脂比例模型已被製造出來，這一人物模型展現了一位雙手持SIG P210的瑪德拉絲。還有一個名為「瑪德拉絲」的Polystone人物模型也於2007年8月在日本推出。在日本，一件印有瑪德拉絲標誌的T恤則作為第一卷DVD限定版的連帶商品。並且OST專輯的初回限定盤附送了標識語鼠標墊。

## 評價
《異域天使》經常被批評與《NOIR》相似或引用《NOIR》的設定，比如故事劇情、兩位主角皆為女性、主角的外觀相似性和音樂旋律等。亦有評論稱讚指《異域天使》的故事比《NOIR》更具備整體性和連貫性，原因為首要劇情和次要劇情在全劇中有不可分割和良好的連貫。
不少評論指作品前期劇情描述緩慢，感覺劇情乏味。有人則認為前期的長描述對於意想不到的結局來說是不錯的表現方式，因為對劇情的描述不同於其他作品，而使作品能獨樹一格。有評論讚賞劇情從第一集起，每新一集都令人感覺越加精彩。有評論則認為結局的存在主義，是屬於虛假性質的。除此之外，也有人高度讚賞黑田的劇本，稱它為“BEE TRAIN的最佳文章”以及覺得“角色使人非常同情”。部分評論則覺得個別男性角色如弗莱迪、卡洛沙和巴頓上校，與《NOIR》中類似暴風突擊隊的Soldats組織成員很截然不同。部分評論則認為相對於平凡的男性角色，女性角色的設計過於詳細。
《異域天使》在動畫上的高品質得到了公眾的普遍承認。負評方面，有關電腦黑客的劇情被人批評不夠現實。就原聲音樂來說，《異域天使》在創新上還達不到像《NOIR》那樣。評論家們認為它的原聲音樂是《NOIR》和《.hack//Sign》風格的混合體。然而，評論員們承認它相對於同時期作品的優越性。ADV Films推出的英文翻譯版本由於忠實展現系列的原貌以及邀請資深配音員參與配音工作被稱讚。評論員們甚至認為一些英文配音（特別是麥克·克萊恩茲的配音）比起日文原配和角色更為搭配。
《異域天使》起初的，特別是和《NOIR》最早的幾集相比的緩慢進度成了觀眾常常在故事進入「讓《異域天使》最終獲得一定程度上成功」的精彩階段前就放棄觀看該作品的最主要的原因。其他一些被人提出的關於導致本作人氣平平的原因包括：其他動畫自2001年以來因試圖效仿《NOIR》的成功之路而造成的市場飽和；人們意料之中的對重新製作《NOIR》所持的冷淡態度，經發現這種態度在《NOIR》的粉絲中是存在的。由於《異域天使》的動作場景過於夸大以至於一些人認為是荒謬的，還有它那種不合常規的風格，令《異域天使》不自然地跨越於愛好神秘科幻小說的人和那些喜歡《NOIR》那樣嚴格現實主義的人之間。